# Stefan Scaggiari
Stefan „Stef“ Scaggiari (* 1947 in Evansville, Indiana) ist ein US-amerikanischer Jazzpianist.

## Leben und Wirken
Scaggiari spielte während der Highschool-Zeit Piano in Bands und studierte an der Eastman School of Music (Abschluss 1968). Anschließend leistete er seinen Militärdienst als Pianist in der United States Marine Band, die in Washington, D.C. stationiert war und auch bei Feiern im Weißen Haus auftrat, wie bei der Party zu Duke Ellingtons 70. Geburtstag. Nach der Entlassung aus dem Militärdienst und dem Erwerb des Master-Abschlusses am Peabody Conservatory war er 1973 Semifinalist bei der Van Cliburn Competition. In dieser Zeit beschloss er, vorwiegend im Bereich des Jazz zu arbeiten, auch wenn er gelegentlich auch klassische Musik spielte, wie etwa mit New World Players und dem National Symphony Orchestra.
Nach einem ersten Album unter eigenem Namen (In the Beginning, 1980) spielte Scaggiari in Kalifornien mit John Lockwood und Colin Bailey das Trioalbum  That's Ska-jar-e für Concord Jazz ein. Zunächst  arbeitete er ein Jahr in New York als Studiomusiker und zog dann 1985 nach Annapolis (Maryland), wo er Hauspianist im Club King of France Tavern wurde und gastierende Musiker und Vokalisten wie Phil Woods, Jimmy Witherspoon, Ernestine Anderson, Eva Cassidy, Carol Sloane, Herb Ellis und Charlie Byrd begleitete. In den 1980er-Jahren spielte Scaggiari regelmäßig  in der Sendung Weekend Edition des National Public Radio. Nach einer Japan-Tournee mit Carol Sloane 1990 (eine Tour des Fujitsu Concord Jazz Festival), entstanden zwei weitere Alben für Concord Jazz; des Weiteren arbeitete er mit Carol Sloane, Ken Navarro, Sue Matthews und Ethel Ennis. Im Bereich des Jazz war er zwischen 1980 und 2005 an 28 Aufnahmesessions beteiligt.

## Diskographische Hinweise
- Just the Beginning (1980), mit Marshall Hawkins, Dave Palamar, Rick Whitehead, Michael Webber
- Global Function (Positive Music, 1992), mit Mark Russell, Gregory K. Grainger, Gali Sanchez
- Stefanitely (Concord Jazz, 1993), mit John Lockwood, Colin Bailey
- Stefan Out (Concord Jazz, 1994), mit Jim Hughart, Colin Bailey